# Лутига сива
Лутига сива (Atriplex cana C.A.Mey.) — багаторічна рослина родини амарантових.

## Загальна біоморфологічна характеристика
Багаторічний напівчагарник 20-50 см заввишки, у нижній частині дерев'янистий, сильно розгалужений. Однорічні пагони і листки густо покриті сріблясто-білими лусочками. Листя чергові, нижні кососупротивні, товстуваті, довгасто-овальні до оберненоланцетних або навіть лінійних (верхні), тупі, часто з виїмкою, звужені в черешок, цілокраї. Суцвіття — мутовчасто-колосоподібна безлиста волоть. Приквітки маточкових квіток сидячі, вгорі широкі, здебільшого тризубчасті, зростаються краями до половини. Насіння округле, 2-2,5 мм в діаметрі, плоске, коричневе. Квітне у липні, плодоносить у вересні.

## Поширення

### Природний ареал
- Азія
  - Кавказ: Вірменія; Грузія
  - Сибір: Росія — Західний Сибір
  - Середня Азія: Казахстан
  - Китай: Синьцзян
- Європа
  - Східна Європа: Росія — Калмикія, Волгоградська область

### Поширення в Україні
Зустрічається в гірському Криму (рідко) і на солончаках Присивашшя.

## Екологія
Мешкає в глинисті пустелях, на ґрунтах, перехідних від солончаків до солонців, на коркових солонцях. Росте в масових кількостях і є одним з характерних ландшафтних рослин напівпустелі.

## Господарське значення
В пустельній місцевості є прекрасним паливом і добре горить навіть у свіжому вигляді. Кормова рослина, яку поїдають головним чином верблюди, задовільно — вівці й коні.

## Охоронний статус
Занесений до Червоних книг Воронезької області і Алтайського краю.